# Ренесансова литература
Ренесансът в литературата започва с Данте, продължава с Петрарка, Джовани Бокачо, Лудовико Ариосто, Торквато Тасо. Западноевропейската литература се развива под влияние на италианския Ренесанс и на научните открития и достигат апогей в творчеството на Лопе де Вега, Мигел де Сервантес, Уилям Шекспир, Франсоа Рабле.
За родоначалник на епохата на Ренесанса в литературата е прието да се счита италианския поет Данте Алигиери (1265—-1321), разкриващ същността на хората от това време в произведението си „Комедия“, което впоследствие е наречено „Божествена комедия“.
Любовните сонети на Франческо Петрарка (1304 – 1374) откриват дълбините на вътрешния мир на човека, богатството на емоционалния му живот. През 14 – 16 век италианската литература преживява разцвет – лириката на Петрарка, новелите на Джовани Бокачо (1313 – 1375), политическите трактати на Николо Макиавели (1469 – 1527), поемите на Лудовико Ариосто (1474 – 1533) и Торквато Тасо (1544 – 1595) я издигат в числото на „класическите“ (наред с древногръцката и древноримската) литератури за другите страни.
Литературата на Ренесанса се крепи на две традиции: народната поезия и „книжната“ антична литература, затова често рационалното начало в нея се съчетава с поетичната фантастика, а комичните жанрове получават голяма популярност. Това се проявява най-вече в големите литературни паметници на епохата: „Декамерон“ на Бокачо, „Дон Кихот“ на Мигел де Сервантес или „Гаргантюа и Пантагрюел“ на Франсоа Рабле.
С епохата на Ренесанса е свързана появата на национални литератури – за разлика от литературата през средните векове, създавана предимно на латински. Широко разпространение получават театъра и драмата. Най-известните драматурзи на това време са Уилям Шекспир (1564 – 1616, Англия) и Лопе де Вега (1562 – 1635, Испания).